# Медведково (Брейтовский район)
Медведково — опустевшая деревня в Брейтовском районе Ярославской области. Входит в состав Брейтовского сельского поселения.

## География
Находится в северо-западной части Ярославской области на расстоянии приблизительно 4 км на запад-северо-запад по прямой от административного центра района села Брейтово.

## История
Была отмечена еще на карте 1798 года. В 1859 году здесь (деревня Моложского уезда Ярославской губернии) было учтено 7 дворов, в 1898 — 12.

## Население
Численность населения: 62 человека (1859 год), 0 как в 2002 году, так и в 2010.